# Lorca (album)
 (février 2020).
Si vous disposez d'ouvrages ou d'articles de référence ou si vous connaissez des sites web de qualité traitant du thème abordé ici, merci de compléter l'article en donnant les références utiles à sa vérifiabilité et en les liant à la section « Notes et références ».
Pour les articles homonymes, voir Lorca.
Albums de Tim Buckley
Blue Afternoon
(1969) Starsailor
(1970)
Lorca est un album de Tim Buckley sorti en octobre 1970.

## Titres
1. Lorca – 9:53
2. Anonymous Proposition – 7:43
3. I Had a Talk With My Woman – 6:01
4. Driftin' – 8:12
5. Nobody Walkin' – 7:35

## Musiciens
- Tim Buckley : chant, guitare
- Lee Underwood : guitare, claviers
- John Balkin : contrebasse, basse, orgue
- Carter Collins : congas

## Sources
- (en) Cet article est partiellement ou en totalité issu de l’article de Wikipédia en anglais intitulé « Lorca (album) » (voir la liste des auteurs).